# 白神丸
白神丸（しらかみまる）は、第1次世界大戦による青函航路の急激な貨物輸送量増加に対応するため、鉄道院が建造した2隻の同型の貨物船の第1船で、第2船が竜飛丸（たっぴまる）であった。当時の極端な鉄材不足を反映して両船とも木造であった。

## 貨物船建造の経緯
1908年（明治41年）3月の開設の帝国鉄道庁（国鉄）青函連絡船は、開設当初は先発の日本郵船と2社競合で、旅客はたちまち高速新造船比羅夫丸型2隻で運航される帝国鉄道庁連絡船に流れたが、貨物の多くは依然日本郵船に残り、1909年（明治42年）度の鉄道院（帝国鉄道庁は1908年（明治41年）12月5日を以って鉄道院に改組）連絡船の貨物輸送量は2万421トンに留まった。しかし1910年（明治43年）3月10日の日本郵船の同航路からの撤退後は、それらの貨物も鉄道院連絡船へ転移し、1910年（明治43年）度の貨物輸送量は7万2625トンと3.5倍に急増、その4年後の1914年（大正3年）度には北海道内の開拓の進展と鉄道網の拡充もあり、15万4716トンへと更に倍増していた。
鉄道院では1910年（明治43年）1月、通年2往復運航のため、義勇艦うめが香丸（3,022総トン）を傭船し、同船解傭の1911年（明治44年）1月には、その後継として会下山丸（えげさんまる）（1,462総トン）を傭船し、比羅夫丸型2隻と合わせ、3隻体制を維持した。更に、阪鶴鉄道が発注し、同鉄道国有化後の1908年（明治41年）6月竣工後は山陰沿岸を行く舞鶴-境 間航路で運航された第二阪鶴丸（864.9総トン）を、1912年（明治45年）3月の同航路廃止後、関釜航路での使用を経て、同年6月青函航路へ転入させ4隻目とし、同船転出の1914年（大正3年）7月からは、万成源丸（886.94総トン）を傭船して4隻体制を維持し、これら傭船・転属船を貨物便に充当して増加する貨物輸送にかろうじて対応していた。
1916年（大正5年）3月には、会下山丸と万成源丸を解傭し、生玉丸（856.02総トン）を傭船し、4月には泰辰丸（695.81総トン）を2週間傭船し、更に同月、関釜航路で傭船中の、戦時には病院船として使う日本赤十字社の弘済丸（2,589.86総トン）を会下山丸の後継として青函航路へ転傭し、同年6月には蛟龍丸（701.91総トン）を傭船し、5隻体制とした。
しかし、1914年（大正3年）7月の第一次世界大戦 勃発は、その後の大戦景気と、世界的な船腹不足による海運貨物の鉄道への転移をもたらし、鉄道連絡船航路である青函航路の貨物輸送量も、1916年（大正5年）度からの増加はそれ以前にも増して著しく、翌1917年（大正6年）度には36万1259トンと、3年間で2.3倍にも達した。この船腹不足は、多くの傭船に頼っていた当時の青函航路にとっても深刻で、傭船料の高騰と傭船難、更に荷役料の高騰もあり、抜本的対策が求められた。
1917年（大正6年）3月末には生玉丸を解傭して、同年4月より万成源丸を再度傭船して5隻体制を維持したが、この急増する貨物には追い付けず、6隻目として、第八大運丸（588.87総トン）、第三共栄丸（687.00総トン）、羅州丸（2,340総トン）、甲辰丸（709.22総トン）、第十二小野丸（685.23総トン）を翌1918年（大正7年）10月まで、短期間の傭船または助勤で綱渡り状態でつないではみたが、1918年（大正7年）4月からは下り貨物に発送制限を行う等、輸送力不足は決定的で、同年以降滞貨の山を造る混乱状態に陥ってしまった。
当時の同航路で行われていた一般型貨物船での沖繋りによるハシケ荷役では、積替え回数が多く天候にも左右され、この急増する貨物輸送を到底円滑に遂行できないばかりか、長時間荷役による船の運航効率の悪さと、旅客定員の絶対的な不足もあり、旅客輸送にも支障をきたしていた。
このため、鉄道院は、小規模ながら1911年（明治44年）10月から 関門海峡を渡る関森航路（下関-小森江）での貨車ハシケ（1919年（大正8年）8月1日からは自航式貨車渡船第一関門丸・第二関門丸も併用）による「貨車航送」の実績が良好であったことから、この打開策として、1919年（大正8年）、比羅夫丸型の約2倍の大きさの客船の船内に軌道を敷設し、貨物積載状態の貨車を積み込んで運ぶ「車両航送」の導入を決定した。しかし、この決定は、車載客船建造のほか、貨車を積卸しできる専用岸壁建設と、本州、北海道間の鉄道車両の連結器統一を行う必要があり、すぐ実現できる計画ではなかった。
まずは目前の貨物輸送力不足解消のため、鉄道院は安定して運航できる自前の一般型貨物船建造に踏み切った。しかし、当時の日本の鉄鋼自給能力は未だ低く、第一次世界大戦の主戦場となったヨーロッパからの鉄材輸入途絶と、1917年（大正6年）4月のアメリカ合衆国参戦後、同年8月から同国が実施した対日鉄材輸出禁止による極端な鉄材不足の中、やむなく木造貨物船建造となり、1917年（大正6年）11月と12月に 白神丸と竜飛丸の建造が、この年から新造船建造に本格参入したばかりの横浜船渠で着手され、翌1918年（大正7年）6月18日と10月16日に就航した。

## 概要
当時の鉄材不足と船腹不足を反映して、全国で木造貨物船が多数建造され、粗製乱造も珍しくなかった中、本船は横須賀海軍工廠で木造軍艦建造の経験を持つ技師の指揮のもと、米松材を用いて丁寧に建造された模範的優良船であった。
両船とも甲板室前後に貨物艙を有し、前部マストは前部貨物艙の前方に立てられ荷役用デリックを備え、後部マストも後部貨物艙前方に立てられ、荷役用デリックを備えた一般型貨物船であった。載貨重量985トンと比羅夫丸型の239トンの4倍以上もあり、これは1,000トン貨物列車の積載貨物重量を上回り、これを沖繋りのハシケ荷役で行うには10数時間を要し、当時の照明事情から日中の作業となるため、貨物船は深夜の片道運航、日中荷役であった。このため貨物便は片道9時間程度の運航となり、大出力を要さないため、蒸気タービンではなく従来からの蒸気レシプロ機関1台で、プロペラも1基、ボイラーも舶用スコッチボイラー1缶で煙突も1本であった。

## 就航後の青函航路
この2隻就航と相前後する1918年（大正7年）9月には、国鉄青函連絡船開設以来、比羅夫丸型で運航されてきた客貨混載の旅客便　1便・2便・3便・4便への貨物積載が廃止されたが、貨物船に関しては6隻目の短期傭船の解傭程度に留まった。このため、翌1919年（大正8年）4月3日と4月6日に、1918年（大正7年）大阪木津川筋の鈴木商店木津川工場で建造された鉄道院の木造石炭運搬船で、共に載貨重量1,477トンの第一快運丸（1,081.00総トン）、第二快運丸（998.56総トン）の2隻を貨物船に転用して青函航路へ就航させ、貨物輸送力の一層の増強を図った。この2隻の追加就航でようやく貨物輸送力は充足し、1919年（大正8年）3月と4月には旅客定員が少ない万成源丸と蛟龍丸の2隻の貨物船を解傭する一方、同じ4月に旅客設備のある伏木丸（1,330.28総トン）を傭船し、更に翌1920年（大正9年）4月には客船敦賀丸（996.51総トン）を傭船し、旅客輸送力増強へと重点を移した。
1919年（大正8年）から1920年（大正9年）にかけ、既に貨物扱いはしていなかった比羅夫丸・田村丸の貨物積載設備撤去と旅客設備増設工事が2回にわたり施工され、客船化された。
しかし、1920年（大正9年）から始まった戦後恐慌の影響で、貨物は1920年（大正9年）度の45万5597トンをピークに以後3年間減少を続けたが、1923年（大正12年）度の40万6459万トンを底に再度増加に転じたため、1924年（大正13年）10月には山陽丸（972.00総トン）を、1925年（大正14年）1月から2月までの約1ヵ月間、伊吹丸（978.28総トン）を傭船し、車両航送開始前年の1924年（大正13年）年度には大戦景気のピーク時の1920年（大正9年）度を上回る46万5860トンを輸送した。
待望の車載客船翔鳳丸型4隻が1924年（大正13年）5月から12月にかけ順次就航したため、傭船旅客船の伏木丸、敦賀丸は余剰となり、同年10月に解傭され、同様に比羅夫丸、田村丸も10月と12月には係船されたが、車両航送用陸上設備未完のため、翔鳳丸型は貨物輸送はできず、これら4隻の貨物船は車両航送開始の1925年（大正14年）8月1日の前後まで運航された。白神丸は1925年（大正14年）7月30日終航、竜飛丸は1926年（大正15年）4月2日係船、第一快運丸は1925年（大正14年）9月3日係船、第二快運丸も同9月3日係船され、傭船の山陽丸は同5月30日まで運航され、白神丸・竜飛丸は1926年（大正15年）売却された。
白神丸・竜飛丸の船名はその後、青函航路の補助汽船「しらかみ丸」（1948年（昭和23年）建造の初代、1969年（昭和44年）建造の2代目）・「たっぴ丸」（1968年（昭和43年）建造）へ平仮名書きで襲名された。

## 白神丸　竜飛丸　一覧表
|                   | 白神丸                    | 白神丸                    | 白神丸                    | 竜飛丸                           | 竜飛丸                           | 竜飛丸                           |
|                   | 画像提供依頼              | 画像提供依頼              | 画像提供依頼              | 画像提供依頼                     | 画像提供依頼                     | 画像提供依頼                     |
| 概歴              | 概歴                      | 概歴                      | 概歴                      | 概歴                             | 概歴                             | 概歴                             |
| ----------------- | ------------------------- | ------------------------- | ------------------------- | -------------------------------- | -------------------------------- | -------------------------------- |
| 建造所            | 横浜船渠                  | 横浜船渠                  | 横浜船渠                  | 横浜船渠                         | 横浜船渠                         | 横浜船渠                         |
| 起工              | 1917年（大正6年）11月22日 | 1917年（大正6年）11月22日 | 1917年（大正6年）11月22日 | 1917年（大正6年）12月24日        | 1917年（大正6年）12月24日        | 1917年（大正6年）12月24日        |
| 進水              | 1918年（大正7年）3月28日  | 1918年（大正7年）3月28日  | 1918年（大正7年）3月28日  | 1918年（大正7年）8月6日          | 1918年（大正7年）8月6日          | 1918年（大正7年）8月6日          |
| 竣工              | 1918年（大正7年）6月3日   | 1918年（大正7年）6月3日   | 1918年（大正7年）6月3日   | 1918年（大正7年）10月4日         | 1918年（大正7年）10月4日         | 1918年（大正7年）10月4日         |
| 就航              | 1918年（大正7年）6月18日  | 1918年（大正7年）6月18日  | 1918年（大正7年）6月18日  | 1918年（大正7年）10月16日        | 1918年（大正7年）10月16日        | 1918年（大正7年）10月16日        |
| 終航              | 1925年（大正14年）7月30日 | 1925年（大正14年）7月30日 | 1925年（大正14年）7月30日 | 1926年（大正15年）4月2日（係船） | 1926年（大正15年）4月2日（係船） | 1926年（大正15年）4月2日（係船） |
| 要目（新造時）    |                           |                           |                           |                                  |                                  |                                  |
| 船種              | 貨物船                    | 貨物船                    | 貨物船                    | 貨物船                           | 貨物船                           | 貨物船                           |
| 総トン数          | 837.42トン                | 837.42トン                | 837.42トン                | 841.01トン                       | 841.01トン                       | 841.01トン                       |
| 全長              | 192ft 6in（58.6724m）     | 192ft 6in（58.6724m）     | 192ft 6in（58.6724m）     | 192ft 6in（58.6724m）            | 192ft 6in（58.6724m）            | 192ft 6in（58.6724m）            |
| 垂線間長          | 180ft（54.864m）          | 180ft（54.864m）          | 180ft（54.864m）          | 180ft（54.864m）                 | 180ft（54.864m）                 | 180ft（54.864m）                 |
| 幅（型）          | 30ft 9in（9.3726m）       | 30ft 9in（9.3726m）       | 30ft 9in（9.3726m）       | 30ft 9in（9.3726m）              | 30ft 9in（9.3726m）              | 30ft 9in（9.3726m）              |
| 深さ（型）        | 20ft（6.096m）            | 20ft（6.096m）            | 20ft（6.096m）            | 20ft（6.096m）                   | 20ft（6.096m）                   | 20ft（6.096m）                   |
| 満載喫水          | 18ft 3in（5.5626m）       | 18ft 3in（5.5626m）       | 18ft 3in（5.5626m）       | 18ft 3in（5.5626m）              | 18ft 3in（5.5626m）              | 18ft 3in（5.5626m）              |
| ボイラー （台数） | 舶用スコッチボイラー（1） | 舶用スコッチボイラー（1） | 舶用スコッチボイラー（1） | 舶用スコッチボイラー（1）        | 舶用スコッチボイラー（1）        | 舶用スコッチボイラー（1）        |
| 主機械 （台数）   | 三連成汽機（1）           | 三連成汽機（1）           | 三連成汽機（1）           | 三連成汽機（1）                  | 三連成汽機（1）                  | 三連成汽機（1）                  |
| 公試最大出力      | 556指示馬力               | 556指示馬力               | 556指示馬力               | 556指示馬力                      | 556指示馬力                      | 556指示馬力                      |
| 公試最大速力      | 10.05ノット               | 10.05ノット               | 10.05ノット               | 10.30ノット                      | 10.30ノット                      | 10.30ノット                      |
| 乗組員            | 40名                      | 40名                      | 40名                      | 40名                             | 40名                             | 40名                             |
| 旅客定員          | 5名                       | 5名                       | 5名                       | 9名                              | 9名                              | 9名                              |
| 載貨量            | 985トン                   | 985トン                   | 985トン                   | 985トン                          | 985トン                          | 985トン                          |
| 船名符字          | NWLG                      | NWLG                      | NWLG                      | RFNV                             | RFNV                             | RFNV                             |
|                   | 白神丸                    | 白神丸                    | 白神丸                    | 竜飛丸                           | 竜飛丸                           | 竜飛丸                           |